# Macieira de Rates
Macieira de Rates é uma freguesia portuguesa do município de Barcelos, com 7,85 km² de área e 1907 habitantes (censo de 2021). A sua densidade populacional é 242,9 hab./km².

## Demografia
Nota: No censo de 1864 figura com a designação de Macieira
A população registada nos censos foi:
| Distribuição da População por Grupos Etários | Distribuição da População por Grupos Etários | Distribuição da População por Grupos Etários | Distribuição da População por Grupos Etários | Distribuição da População por Grupos Etários |
| -------------------------------------------- | -------------------------------------------- | -------------------------------------------- | -------------------------------------------- | -------------------------------------------- |
| Ano                                          | 0-14 Anos                                    | 15-24 Anos                                   | 25-64 Anos                                   | > 65 Anos                                    |
| 2001                                         | 393                                          | 359                                          | 991                                          | 224                                          |
| 2011                                         | 383                                          | 303                                          | 1148                                         | 249                                          |
| 2021                                         | 258                                          | 266                                          | 1013                                         | 370                                          |

## Geografia
É circundada a norte pelas freguesias de Chorente, Goios, Courel, Pedra Furada e Gueral, a nascente por Chorente, Goios, Courel, Pedra Furada e Gueral e Negreiros e Chavão e a sul por Rates e Balazar (estas duas do município da Póvoa de Varzim).
Macieira não tem grandes elevações. É uma planície situada na bacia hidrográfica do Rio Este, afluente do Rio Ave, o que favorece zonas de produção agrícola.
Macieira é atravessada por três riachos:
- Rio Codade (Designado por Ribeira de Macieira na Carta Militar): Nasce na freguesia de Goios e desagua no Rio Este na freguesia de Balazar.
- Rio da Mulher Morta: Nasce na Fonte do Badalhão, Courel, passando pelo lugar da Mulher Morta, em Macieira, e desagua no Rio Codade, já muito perto do Rio Este.
- Rio do Souto: Nasce no Lugar dos Araújos, em Courel, desaguando também no Rio Codade, junto à Azenha do Lobar.

O solo da freguesia é de boa qualidade para a agricultura. Tanto os campos como as bouças, terreno bravio, são muito rentávies.
Relativamente ao subsolo, embora não haja conhecimento da sua qualidade, sabe-se, no entanto, que durante a 2ª Guerra Mundial foi feita uma exploração de volfrâmio em terrenos que, segundo dizem, também são ricos de caulinos.

## Equipamentos
Na freguesia de Macieira de Rates está representada uma agência financeira, Crédito Agrícola, desde 2000.
O novo jardim de infância, que custou quase meio milhão de euros, está pronto desde 2009, mas em 2011 ainda não abriu, porque foi construído no meio de um campo de milho, sem acessos.
O relógio da Igreja de Macieira de Rates foi oferecido ao povo da aldeia por dona Anna Vieira de Freitas e seus filhos, naturais da cidade do Rio de Janeiro (Brasil), esposa e filhos de Joaquim Martins de Freitas, natural desta vila, e foi inaugurado em 1 de janeiro de 1909.